# Gijzelbrechtegem
Gijzelbrechtegem est une section de la commune belge d'Anzegem, en province de Flandre-Occidentale.  C'était une commune à part entière avant la fusion des communes de 1971.
Dans le dialecte local, Gijzelbrechtegem est appelé Grijsloke.
Gijzelbrechtegem est surtout connu actuellement grâce à la compétition de course à pied Dwars door Grijsloke. En outre, il existe aussi une légende à propos des sorcières de Grijsloke (Heksen van Grijsloke).

## Géographie
Gijzelbrechtegem est limitrophe des localités suivantes : Petegem-aan-de-Schelde, Elsegem et Anzegem (section de commune).
Le centre du village est quasiment intégré aux bâtiments se trouvant autour de la gare du chef-lieu Anzegem.

## Démographie

### Évolution démographique
- Sources : INS, Rem. : 1831 jusqu'en 1970 = recensements[3].

## Monuments

### Église Saint-Mathieu

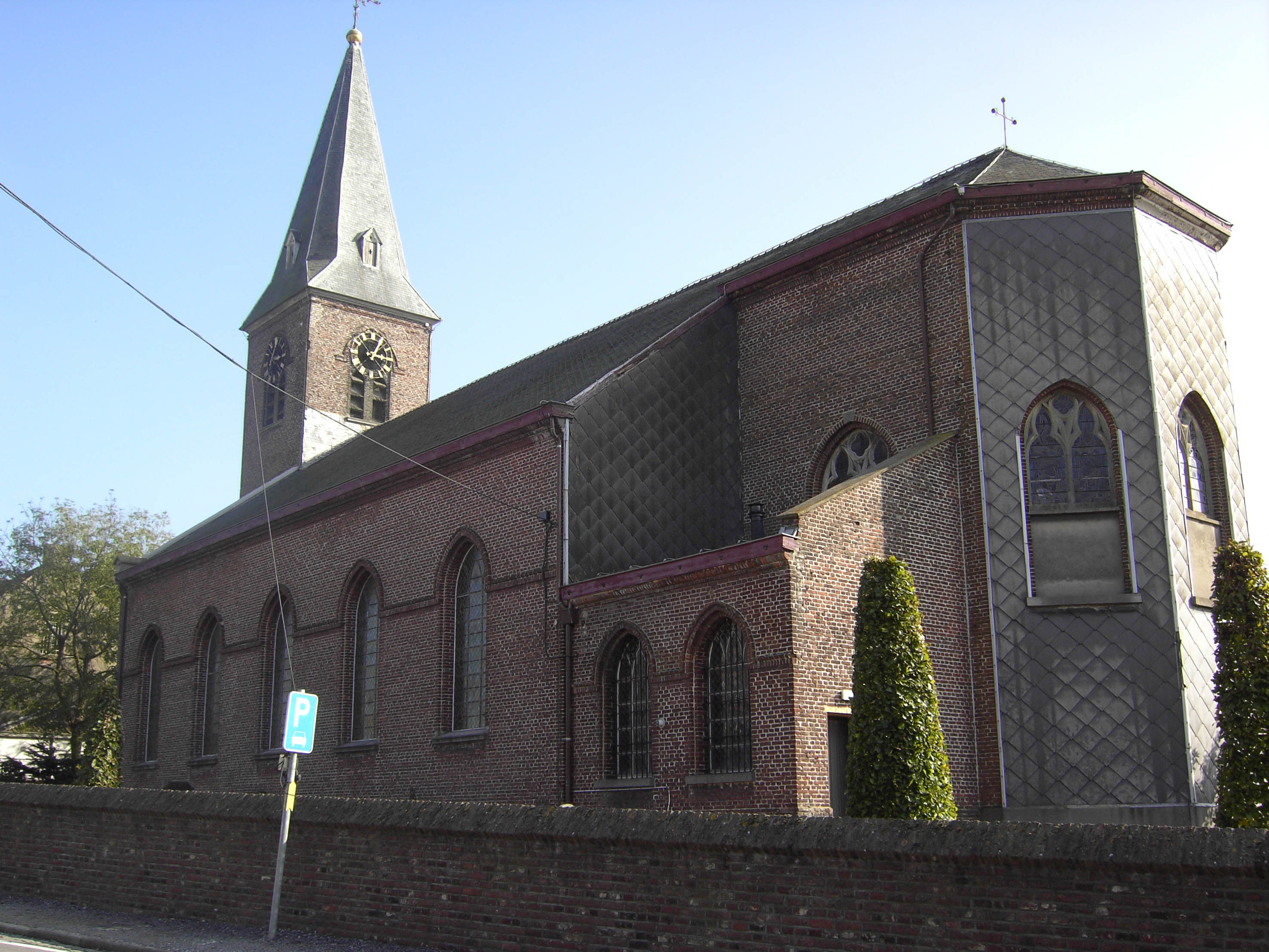
L'église Saint-Mathieu.

L'église Saint-Mathieu (Sint-Mattheuskerk), de style néogothique, a été construite entre 1854 et 1855 à l'endroit où s'élevait l'ancienne église du XIIIe siècle, tombée en ruine.